# Dzień Kobiet
Dzień Kobiet – coroczne święto obchodzone 8 marca od 1910 roku. Pierwszy dzień kobiet obchodzony był 28 lutego 1909, ustanowiony przez Socjalistyczną Partię Ameryki po zamieszkach i strajkach w Nowym Jorku. Od 1975 roku ONZ obchodzi Międzynarodowy Dzień Kobiet jako dzień uznania „zasług wszystkich kobiet bez względu na podziały narodowościowe, etniczne, językowe, kulturowe, gospodarcze czy polityczne”, zachęcając do „refleksji nad postępem dokonanym w dziedzinie praw kobiet”. Dla ruchów feministycznych święto to jest najważniejszym dniem w roku i szczególną okazją do zabiegania o prawa kobiet i ich współuczestnictwo w życiu politycznym i ekonomicznym.

## Historia

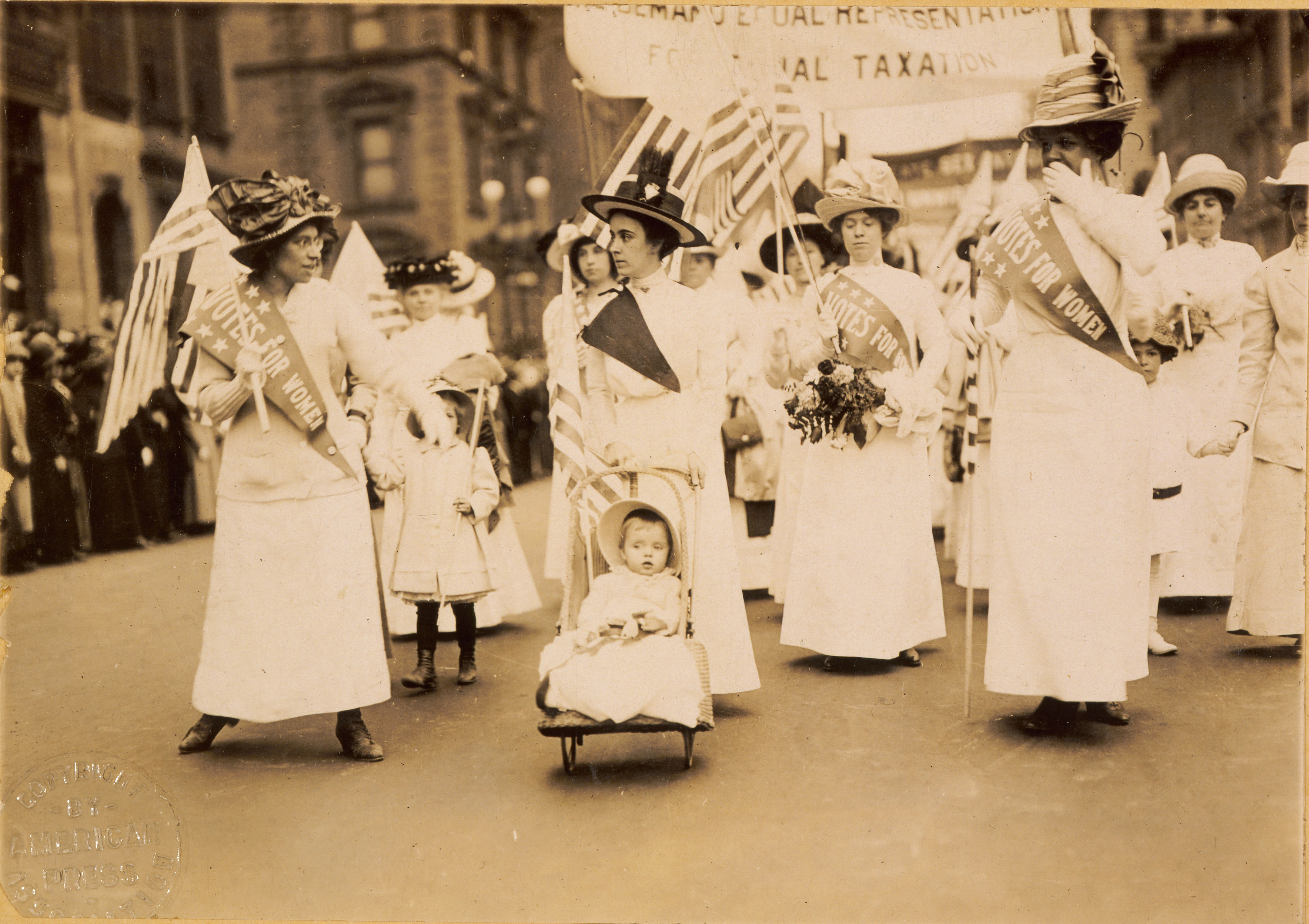
Demonstracja sufrażystek w Nowym Jorku, 6 maja 1912 r.

Początki Międzynarodowego Dnia Kobiet wywodzą się z ruchów robotniczych w Ameryce Północnej i Europie. Najwcześniejsze obchody Dnia Kobiet, nazywane obecnie Narodowym Dniem Kobiet, odbyły się 28 lutego 1909 roku w Nowym Jorku. Zorganizowany został przez Socjalistyczną Partię Ameryki zgodnie z sugestią sufrażystki Theresy Malkiel. Początkowo twierdzono, że dzień ten upamiętnia protest kobiet pracujących przy produkcji odzieży w Nowym Jorku w dniu 8 marca 1857 roku, jednak zdaniem ekspertów był to mit mający na celu odseparowanie Międzynarodowego Dnia Kobiet od jego socjalistycznego pochodzenia.

W sierpniu 1910 roku zorganizowano Międzynarodową Socjalistyczną Konferencję Kobiet przed posiedzeniem generalnym Drugiej Międzynarodówki Socjalistycznej w Kopenhadze, w Danii. Niemieckie delegatki Clara Zetkin, Käte Duncker, Paula Thiede i inne, zainspirowane częściowo przez amerykańskie socjalistki, zaproponowały ustanowienie corocznego "Dnia Kobiet". Miał on służyć krzewieniu idei praw kobiet oraz budowaniu społecznego wsparcia dla powszechnych praw wyborczych dla kobiet. W konferencji udział wzięło ponad 100 uczestniczek z 17 krajów. Ustanowienie Dnia Kobiet zostało przyjęte w drodze anonimowego głosowania, bez ustalania dokładnej daty jego obchodów. 

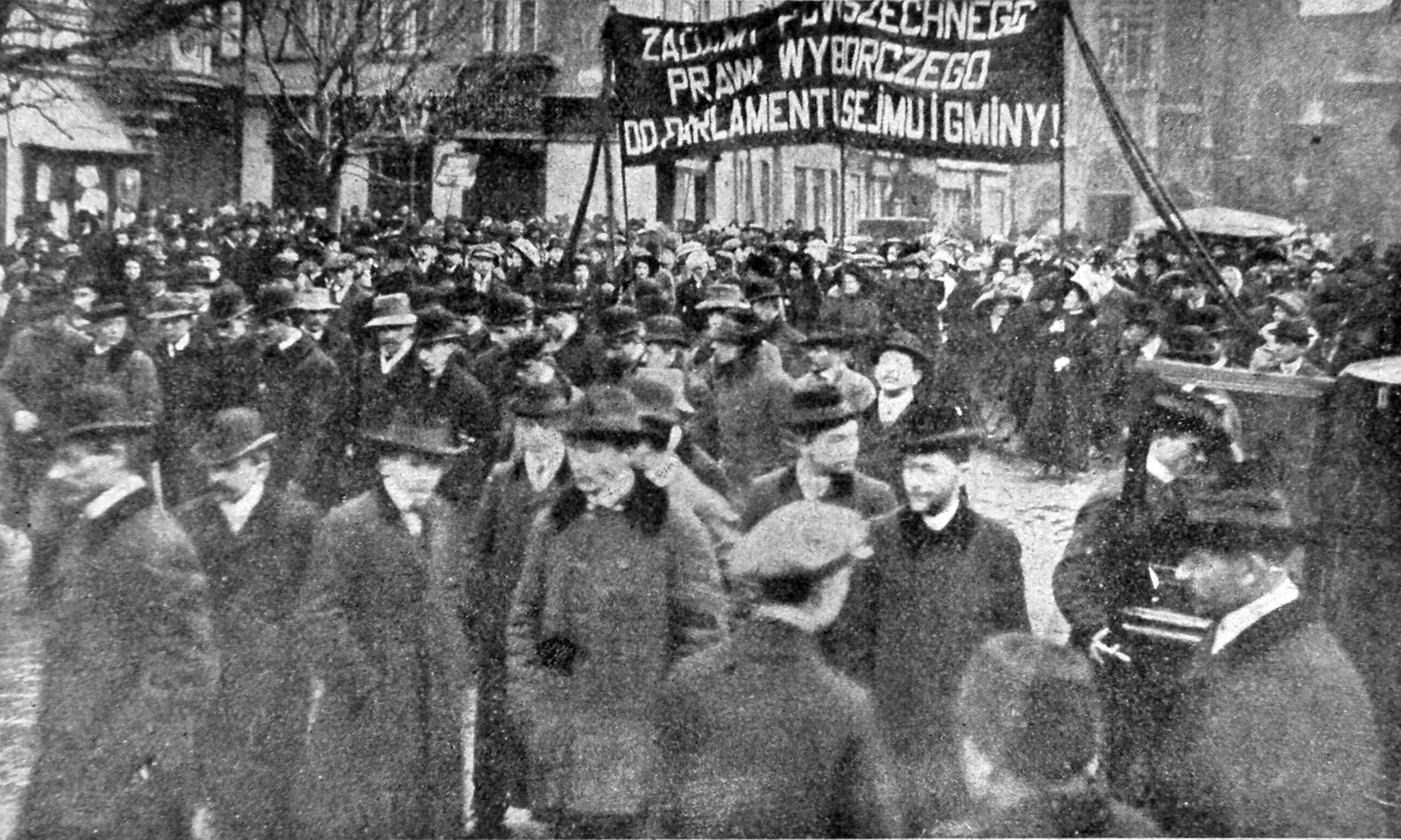
Sufrażystki w Krakowie – Dzień Kobiet 1911 r.

19 marca 1911 roku po raz pierwszy Międzynarodowy Dzień Kobiet obchodzono w Austrii, Danii, Niemczech i Szwajcarii. Domagano się prawa kobiet do głosowania i obejmowania stanowisk publicznych, praw kobiet do pracy i szkoleń zawodowych oraz zaprzestania dyskryminacji w miejscu pracy. 25 marca tego roku wiele robotnic zginęło w pożarze fabryki Triangle Shirtwaist.
W latach 1913 i 1914 podczas Międzynarodowego Dnia Kobiet odbyły się demonstracje antywojenne. Tego dnia święto było obchodzone po raz pierwszy w Rosji. Wiece odbywały się tam w ostatnią niedzielę lutego wg kalendarza juliańskiego. Dzień Kobiet obchodzony był również w innych krajach.
W czwartek 8 marca 1917 (23 lutego 1917 roku wg kalendarza juliańskiego) kobiety w Rosji zorganizowały strajki i protesty pod hasłem „chleb i pokój”, rozpoczynając rewolucję lutową. Cztery dni później abdykował car, a rząd tymczasowy przyznał kobietom prawa wyborcze.
Po rewolucji październikowej, feministka bolszewicka Aleksandra Kołłontaj przekonała Lenina do ustanowienia 8 marca oficjalnym świętem w Rosji. Stało się tak, ale do 1965 roku był to normalny dzień pracy. 8 maja 1965 roku dekretem Prezydium ZSRR Międzynarodowy Dzień Kobiet ustanowiono dniem wolnym od pracy „w celu upamiętnienia zasług kobiet sowieckich w budowie komunizmu, w obronie ojczyzny podczas wielkiej wojny ojczyźnianej, ich heroizm i bezinteresowność na froncie i na tyłach, a także w celu zaznaczenia dużego wkładu kobiet w umacnianie przyjaźni między narodami i walkę o pokój”.

## Dzień Kobiet na świecie

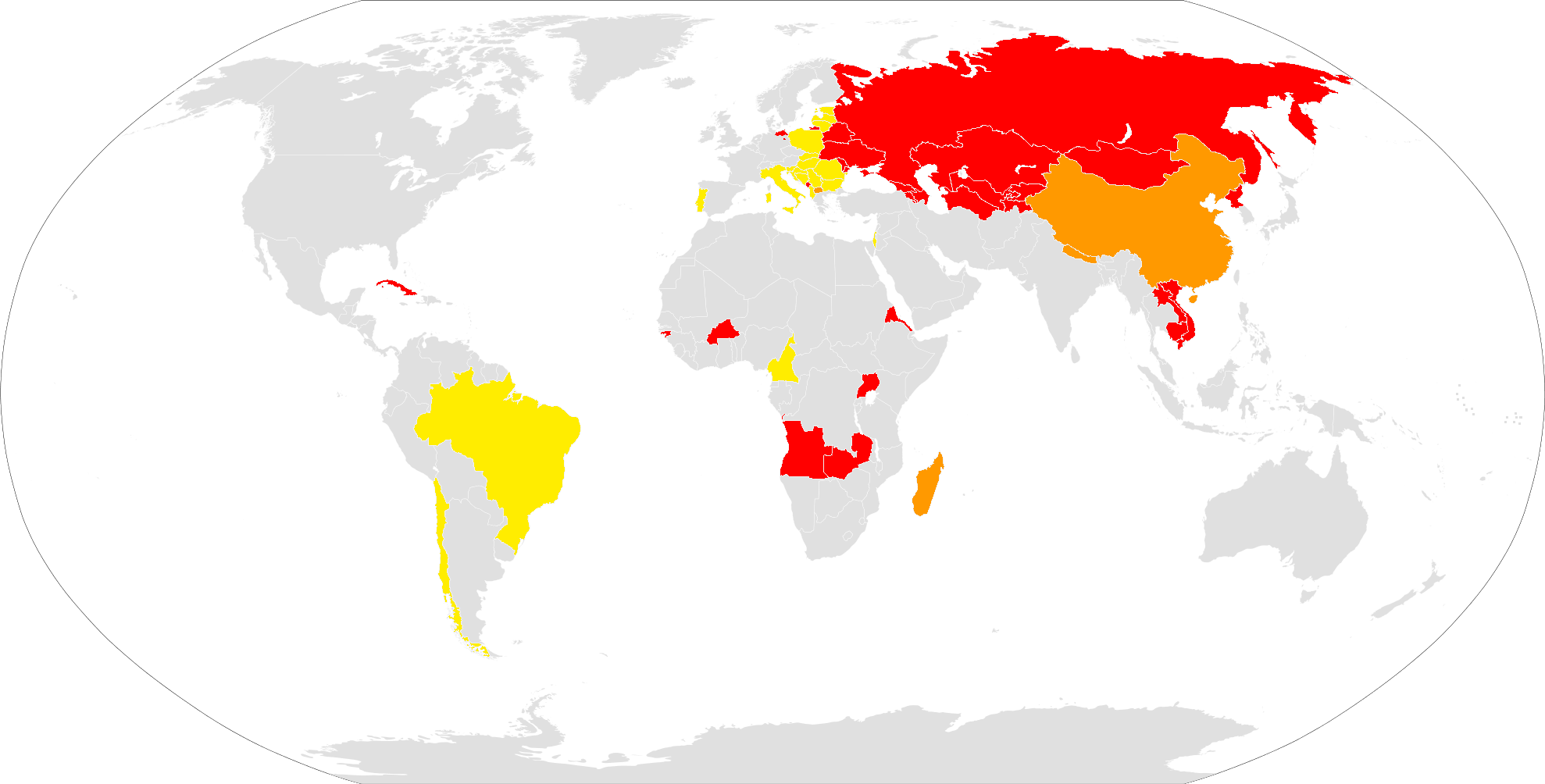
Obchody Święta Kobiet na świecie
święto oficjalne
święto dla kobiet
święto nieoficjalne

święto oficjalne
     święto dla kobiet
     święto nieoficjalne

### Polska

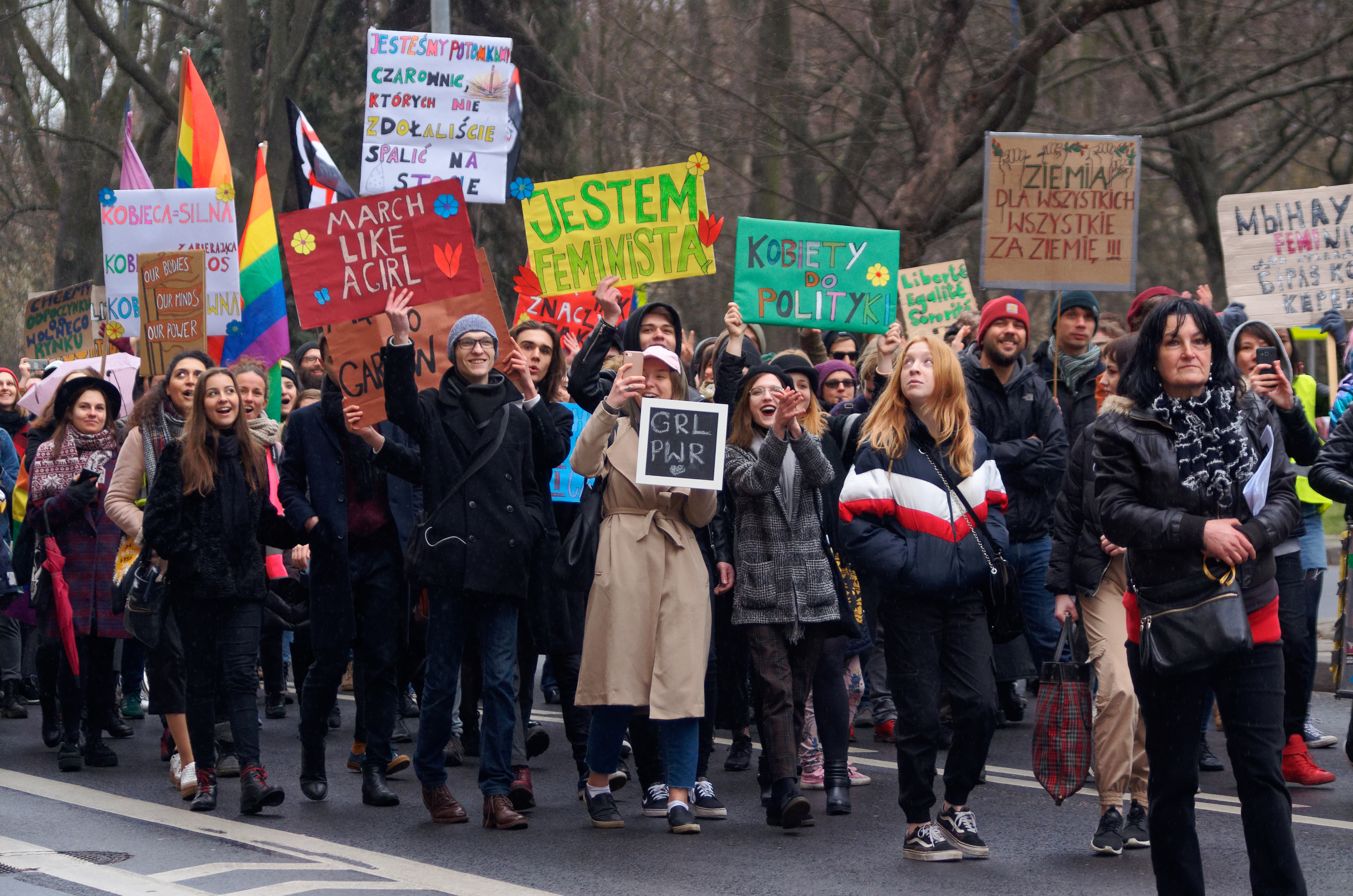
Manifestacja z okazji Dnia Kobiet, zorganizowana przez środowiska feministyczne, Kraków 2019 r.

W Dniu Kobiet mężczyźni wręczają znajomym kobietom – matkom, żonom, partnerkom, koleżankom kwiaty i drobne podarunki.
W Polsce święto było popularne w okresie PRL. W latach 70. do popularnych podarunków dołączyły kwiaty. Początkowo ofiarowywano goździki i rajstopy, a później tulipany. Z okazji tego dnia publikowano portrety kobiet różnych sektorów życia gospodarczego zgodnie z opinią Władysława Gomułki, że „nie ma dziś w Polsce dziedziny, w której kobiety nie odgrywałyby ważnej roli”. W zakładach pracy czy szkołach był obchodzony obowiązkowo. Była to okazja do uzupełniania braków w zaopatrzeniu, dlatego wręczano paniom takie dobra materialne jak rajstopy, ręcznik, ścierka, mydło, kawa. Dzień ten, podobnie jak inne uroczystości: Dzień Czynu Partyjnego, Dzień Hutnika, Dzień Drukarza, Dzień Pracownika Przemysłu Spożywczego – według niektórych istniał po to, aby obywatele nie zapomnieli o „przywiązaniu do Państwa Ludowego, miłości do wielkich idei pokoju i socjalizmu”. Świadczą o tym chociażby tytuły ówczesnych artykułów: „Kobiety w szeregach ORMO podejmują zobowiązania dla uczczenia swego święta”, „Tysiące kobiet stają w szeregach przodowników pracy”, „Kobiety uczczą swoje święto wzmożonym współzawodnictwem pracy”.
Obecnie corocznie odbywają się organizowane przez feministki manify, czyli demonstracje połączone z happeningiem na rzecz równego traktowania kobiet i mężczyzn. Prezentami są najczęściej kwiaty lub słodycze.

### Armenia
W Armenii po upadku Związku Radzieckiego zaniechano świętowania MDK, zamiast tego 7 kwietnia wprowadzono święto Piękna i macierzyństwa. Nowe święto stało się popularne pośród Ormian i jest obchodzone jako upamiętnienie jednego z głównych świąt kościoła ormiańskiego, zwiastowania. Ludzie świętują jednak również 8 marca. Dyskusja publiczna, której tematem były dwa Dni Kobiet przyniosła rezultat w postaci Miesiąca Kobiet, który trwa pomiędzy 8 marca i 7 kwietnia.

### Niemcy
Począwszy od 2019 roku, Dzień Kobiet stanowi dzień wolny od pracy w Berlinie; od 2023 – również w Meklemburgii-Pomorzu Przednim.

### Portugalia
W Portugalii często noc 8 marca grupy kobiet świętują na obiadach i przyjęciach „tylko dla pań”.

### Rosja
Najczęstszymi prezentami w Rosji są akacje srebrzyste i czekolada.

### Rumunia
W Rumunii dzień ten jest równoważny z dniem matki, podczas którego dzieci ofiarują drobne prezenty swoim matkom i babciom.
W Rumunii często noc 8 marca grupy kobiet świętują na obiadach i przyjęciach „tylko dla pań”.

### Tunezja
W Tunezji Święto Kobiet obchodzone jest 13 sierpnia.

### Włochy
We Włoszech kobiety obdarowywane są gałązkami akacji srebrzystej.

## Organizacja Narodów Zjednoczonycha Dzień Kobiet
Podpisana w 1945 roku Karta Narodów Zjednoczonych była pierwszym międzynarodowym dokumentem potwierdzającym zasadę równości kobiet i mężczyzn. W ciągu sześćdziesięciu lat ONZ brała udział w opracowywaniu międzynarodowych strategii, standardów, programów i określaniu celów promujących podwyższanie statusu kobiet.
Organizacja Narodów Zjednoczonych i jej wyspecjalizowane agendy propagują równoprawne uczestnictwo kobiet w realizacji celów zrównoważonego rozwoju, pokoju, bezpieczeństwa i pełnego poszanowania praw człowieka. Problematyka uwłasnowolnienia kobiet znajduje się w centrum działań ONZ w dziedzinach społeczno-gospodarczo-politycznych na całym świecie.
Rok 1975 został ogłoszony przez ONZ Międzynarodowym Rokiem Kobiet. Dwa lata później Zgromadzenie Ogólne ONZ przyjęło rezolucję, na mocy której Dzień Praw Kobiet i Pokoju na Świecie mógł być obchodzony w dowolnie wybranym przez Państwa Członkowskie dniu, zgodnie z tradycją danego kraju. Przyjmując rezolucję Zgromadzenie Ogólne uznało znaczącą rolę kobiet w rozwoju społecznym oraz procesach pokojowych. Wezwało również do zakończenia dyskryminacji oraz udzielenia większego wsparcia kobietom, aby mogły w pełni i na równych prawach uczestniczyć w życiu społeczno-politycznym.
17 grudnia 1999 roku Zgromadzenie wyznaczyło dzień 25 listopada jako datę obchodów Międzynarodowego Dnia Eliminacji Przemocy wobec Kobiet i wezwało rządy oraz międzynarodowe i pozarządowe organizacje do organizowania w tym dniu imprez mających na celu uświadomienie opinii publicznej skali tego problemu. Organizacje kobiece organizowały podobne obchody od 1981 roku, aby uczcić rocznicę brutalnego morderstwa trzech dominikańskich aktywistek – sióstr Mirabal – dokonanego w 1961 roku na rozkaz przywódcy tego państwa, Rafaela Trujillo.
18 grudnia 2007 roku Zgromadzenie ustanowiło dzień 15 października jako Międzynarodowy Dzień Kobiet Wiejskich. W rezolucji NZ nakłaniają państwa członkowskie, by przy współpracy z agendami ONZ i społeczeństwem obywatelskim podjęły działania poprawiające sytuację kobiet zamieszkujących obszary rolnicze.
Światowa Organizacja Zdrowia, jako wyspecjalizowana organizacja ONZ, w 2006 roku proklamowała 6 lutego Międzynarodowym Dniem Zerowej Tolerancji dla Okaleczania Żeńskich Narządów Płciowych. Pierwsze obchody odbyły się 6 lutego 2003 roku z inicjatywy pierwszej damy Nigerii Stelli Obasanjo (1945-2005).

## Przypadki tłumienia obchodów Dnia Kobiet
Międzynarodowy Dzień Kobiet był powodem stosowania przemocy w Teheranie. 4 marca 2007 roku irańska policja pobiła sto osób planujących zgromadzenie. Policja aresztowała wiele kobiet. Niektóre z nich relacjonowały kilka dni później, że były zamknięte w odosobnieniu i przesłuchiwane. Shadi Sadr i Mahbubeh Abbasgholizadeh oraz kilku innych aktywistów społecznych zakończyło 19 marca 2007 roku strajk głodowy.